# Crisia elongata
Crisia elongata är en mossdjursart som beskrevs av Milne Edwards 1838. Crisia elongata ingår i släktet Crisia och familjen Crisiidae. Utöver nominatformen finns också underarten C. e. angustata.